# La Pothouin
«La Pothouin» — короткая пьеса для клавесина французского композитора эпохи Барокко Жака Дюфли. Она была опубликована в «Четвёртом сборнике произведений для клавесина» в Париже в 1768 году. Написана в форме рондо."La Pothouin" по-прежнему популярна сегодня и часто исполняется на концертах и сборниках музыки барокко. Она также была переложена для фортепиано и гитары.

## Происхождение названия
Происхождение названия «La Pothouin» неясно, хотя оно может быть связано с семьей Потуин. Пьер-Саломон Потуин, батоньер Ордена адвокатов Парижского парламента с 1745 по 1746 год, жил и работал в Париже с 1673 по 1755 год, когда там проживал Дюфли. Сын Потуэна Пьер-Шарль также был батоньером среди адвокатов парижского парламента (1775—1776). Другой сын Франсуа-Саломон был известен как «мэтр Потуин д’Юйе». Старший брат Пьера-Саломона был библиотекарем в Париже. «Потуин» был посвящен юристу парламента, который умер в год публикации третьей книги «Клавесинских пьес» в 1756 году. Поэтому представляется вероятным, что Пьер-Саломон Потуин был тем, кому была посвящена эта работа.